# Match Attax

Logo von Match Attax

Match Attax ist ein Sammelkartenspiel, das von Topps herausgegeben wird. Es erscheint in England für die Premier League und in Deutschland für die Bundesliga. Match Attax erscheint seit 2007 in England und zur Bundesliga-Saison 2008/09 in Deutschland. In Großbritannien ist es das meistverkaufte Sammelkartenspiel.

## Angebot
Anfangs bot Match Attax noch einfache und übersichtliche Karten an. Es gab eine Sammelmappe und ein Spielfeld, das zusammen in einem Starterpack verkauft wurde. Ebenfalls gibt es eine Blechdose. Die Sammelkarten werden in einer Tüte verkauft, in der fünf bzw. zehn Karten enthalten sind.

## Karten und Sammelartikel
Es gibt pro Verein 18 Basiskarten, anfangs zwei Star-Spieler, seit der Saison 2011/2012 einen Star-Spieler und einen Top-Transfer, 2012/2013 wieder zwei Star-Spieler, ein Wappen, ein Rookie, drei Matchwinner und eine limitierte Auflage. Zusätzlich erscheinen noch fünf Club Einhundert-Karten. Zur Saison 2011/12 gab es ebenfalls ein sogenanntes „Mega-Pack“, das 55 Karten enthält
, und eine neue Zusatz-Kollektion „Match Attax Extra“, in der Spieler aufgeführt sind, die nach der Sommerpause wechselten. In dieser Serie gibt es eine Club 100 Karte von Mario Götze, 17 Matchwinner, 18 Fan Favorites Gold, 18 Fan Favorites Silber, 18 Fan Favorites Bronze sowie 54 normale Karten.
Das Starterpack enthält eine Mappe, zehn Karten und inklusive eine limitierte Auflage Matchwinner oder Club 100. Das Mega Pack enthält fünf Packs und inklusive eine limitierte Auflage. 2013/2014 sind auch 54 Karten der 2. Bundesliga dabei. Außerdem erscheinen seit der Saison 2014/2015 neue Duo- und Kapitäns-Karten. Auf den Duo-Karten sind zwei Spieler eines Vereins zu sehen. Kapitäns-Karten sind teils durchsichtig und der Spieler steht ohne Hintergrund auf der Karte. Um der Karte einen Hintergrund zu verleihen, benötigt man sogenannte Stadion-Karten, auf denen das Heim-Stadion des betroffenen Bundesligavereins zu sehen ist. Legt man diese zusammen in eine Klarsichthülle der Sammelmappe, bekommt der Kapitän einen 5-Punkte-Boost.
In der Saison 2015/16 gibt es Viererkettenkarten mit drei oder vier Spielern. Neu sind eine Ballsammeldose in Form eines Fußballs mit 61 und eine Mini-Sammeldose mit 31 Karten. Zudem gibt es ein Premium-Spielfeld mit 26 Karten. In der 10 Jahres Kollektion Saison 2017/2018 gibt es 417 Sammelkarten + 5 Taktikkarten, 18 Shooting Stars (eine pro Mannschaft) und 27 limitierte Karten. Pro 18 Basiskarten inkl. Clubkarte und Starspieler.
Außerdem gibt es 3 Matchwinner pro Club und insgesamt 5 Club 100 Karten der Saison 2017/2018, davon hat eine Club 100 den Abwehr- und Angriffswerte 101 (Robert Lewandowski), 10 Routiniers, 10 Torjäger und 10 Legenden.

## Adventskalender
Seit der Bundesliga-Saison 2011/2012 gibt es einen Adventskalender, der im Design der Match Attax-Karten erscheint. Ebenso wie in der erstgenannten Saison erscheint er auch diese Saison im Oktober. Der Kalender enthält 50 Karten inklusive 18 Stadionkarten, welche erstmals erscheinen, und zwei limitierte Karten. In der Saison 2017/2018 sind im Adventskalender 51 Sammelkarten enthalten, davon 2 limitierte Karten und 18 Shooting Stars.

## Shootings Stars
Shootings Star Karten sind in der 10 Jahres Kollektion der Match Attax Serie enthalten. Es sind Karten von jungen Spielern der Bundesliga. Jeder Verein hat einen Shooting Star. Diese Karten sind nur im Adventskalender enthalten.

## Turniere
Jedes Jahr veranstaltet Topps eine deutsche Meisterschaft, bei der sich jeder Minderjährige kostenlos anmelden kann. Viermaliger Sieger ist Julius Marx.

## Trivia
- Mit Force Attax existiert ein Ableger der Serie mit Bezug zu Star Wars